# Жизокур
Жизокур (фр. Gizaucourt) насеље је и општина у североисточној Француској у региону Шампањ-Арден, у департману Марна која припада префектури Сент Манеу.
По подацима из 2011. године у општини је живело 108 становника, а густина насељености је износила 13,86 становника/km². Општина се простире на површини од 7,79 km². Налази се на средњој надморској висини од 145 метара.

## Демографија
| 1962. | 1968. | 1975. | 1982. | 1990. | 1999. | 2011. |
| ----- | ----- | ----- | ----- | ----- | ----- | ----- |
| 114   | 140   | 124   | 119   | 111   | 110   | 108   |

График промене броја становника у току последњих година